# 사랑을 했다 (LOVE SCENARIO)
"사랑을 했다 (LOVE SCENARIO)"는 대한민국의 보이 그룹 iKON의 노래로, 두 번째 정규 음반 《RETURN》의 타이틀 곡이다. 2018년 1월 25일에 발매되었다.

## 개요
"사랑을 했다 (LOVE SCENARIO)"는 2017년 동안 일본 활동에 주력하느라 대한민국에서 거의 활동을 쉬었던 iKON이 2년 1개월 만에 발매한 정규 음반의 타이틀 곡으로, 곡 전반에 흐르는 피아노 리프는 경쾌하지만 가사는 이별을 노래한 곡이다. 후렴의 주요 부분은 못말(본명: 김요비) 시인의 〈그거면 됐다〉에서 인용되었다. B.I는 영화 《라라랜드》를 본 후 마지막 장면에서 영감을 받아 이별을 슬프지도 기쁘지도 않은 관조적 태도로 다루는 가사를 지었다고 밝혔다.

## 영향
"사랑을 했다 (LOVE SCENARIO)"는 공개 직후 세계의 여러 음원 차트에서 1위를 기록하고, 사흘 만에 뮤직 비디오의 조회수도 500만 건을 돌파하였다. 특히 대한민국에서는 30일 넘게 음원 차트 1위를 연속으로 달성하기도 하였다. 코드와 박자가 동요와 비슷하고 가사가 쉬워서 개사하기도 쉽다는 점 때문에 이 노래는 2018년에 한동안 대한민국의 유치원생과 초등학생 사이에서 큰 인기를 끌었다. 이처럼 0~10대 사이에서 유행하던 이 곡은 문학적 서사가 있는 가사 때문에 중장년층에게도 인지도를 높였다. 유튜브에서는 정치를 비판하는 노래로 개사도 되었다.

## 수상

### 음악 프로그램
| 프로그램     | 날짜            |
| ------------ | --------------- |
| 엠카운트다운 | 2018년 2월 1일  |
| 엠카운트다운 | 2018년 3월 1일  |
| 엠카운트다운 | 2018년 3월 8일  |
| 인기가요     | 2018년 2월 18일 |
| 인기가요     | 2018년 2월 25일 |
| 인기가요     | 2018년 3월 4일  |
| 쇼! 음악중심 | 2018년 2월 24일 |
| 쇼! 음악중심 | 2018년 3월 3일  |
| 쇼! 음악중심 | 2018년 3월 10일 |
| 뮤직뱅크     | 2018년 3월 2일  |
| 쇼 챔피언    | 2018년 3월 7일  |

### 시상식
| 연도 | 시상식                  | 부문                                  | 결과 | 각주   |
| ---- | ----------------------- | ------------------------------------- | ---- | ------ |
| 2018 | 멜론 뮤직 어워드        | 뮤직스타일상 랩/힙합 부문             | 후보 | [ 9 ]  |
| 2018 | 멜론 뮤직 어워드        | 베스트송상                            | 수상 | [ 9 ]  |
| 2018 | 지니 뮤직 어워드        | 랩/힙합 음악상                        | 수상 | [ 10 ] |
| 2018 | 지니 뮤직 어워드        | 올해의 노래                           | 후보 | [ 11 ] |
| 2018 | 엠넷 아시안 뮤직 어워드 | 올해의 노래상                         | 후보 | [ 12 ] |
| 2019 | 골든 디스크             | 디지털음원 대상                       | 수상 | [ 13 ] |
| 2019 | 골든 디스크             | 디지털음원 본상                       | 수상 | [ 13 ] |
| 2019 | 하이원 서울가요대상     | 디지털 음원상                         | 수상 | [ 14 ] |
| 2019 | 가온차트 뮤직 어워즈    | 올해의 가수상 (디지털음원 부문) - 1월 | 수상 | [ 15 ] |
| 2019 | 가온차트 뮤직 어워즈    | 올해의 음반제작상                     | 수상 | [ 15 ] |
| 2019 | 더팩트 뮤직 어워즈      | 베스트 음원상                         | 수상 | [ 16 ] |

## 차트

### 주간 차트
| 차트 (2018)                   | 최고 순위 |
| ----------------------------- | --------- |
| 대한민국 (가온 디지털 차트)   | 1         |
| 대한민국 (가온 다운로드 차트) | 1         |
| 대한민국 (가온 스트리밍 차트) | 1         |
| 대한민국 (가온 BGM 차트)      | 3         |

| 차트 (2018)                 | 최고 순위 |
| --------------------------- | --------- |
| 대한민국 (가온 디지털 차트) | 1         |